# حصار كامينيتس
حصار كامينيتس ( البولندية: Oblężenie Kamieńca Podolskiego ؛ التركية: Kamaniçe kuşatması  ) تم نصبه من قبل الدولة العثمانية في 18 أغسطس 1672 في قلعة كامينيتس البولندية (الآن:بأوكرانيا) استمرت حتى 27 أغسطس، عندما استسلمت القوات البولندية التي تدافع عن المدينة. خلال الحصار، قاد البطل البولندي الأسطوري، ستولنيك (حاكم) برزيميسل كولونيل جيرزي وووديوجوفسكي العديد من البطولات الناجحة مع سلاح الفرسان الخفيف.
كانت لكامينيتس، والمعروفة باسم "مفتاح بودوليا "، تحصينات ثقيلة ولكن عفا عليها الزمن، وحامية من حوالي 1500 جندي (البولنديين والأوكرانيين وليتوانيين). كان الجيش العثماني تحت قيادة فاضل أحمد باشا الكوبريللي  وعددهم 150 ألف جندي مع تعزيزات من جيش التتار والمولدوفيين والأفلاق والقوزاق. تولى قيادة القوات البولندية كل من ستاروستا حاكم بودول، وميكولاج بوتوسكي، وكانت تتألف من عدة وحدات، مثل فوج المشاة لأسقف كراكوف أندرزيك ترزيبيكي، وفوجان من النقيب واسويتز وبوكار، الحامية الدائمة للرائد كواسيبورسكي، جيرزي ولوديوجوفسكي، روتميستر ميليسوفسكي، شورازي وفيتشيتش هوميكي، ستولنيك ستانيسلاف مكوفيكي، وتشيزنيك جوزيف واسيلكوفسكي. وكانت القوات البولندية من حوالي 1500 غير كافية للدفاع بنجاح عن قلعة كبيرة مثل هذه.
ظهرت وحدات التتار القرم الأولى بالقرب من كامينيتس في 12 أغسطس، وبعد يومين، الجيش العثماني الرئيسي عسكر في المدينة. بعد بناء سبع مباني تحصينية -مخصصة للمدافع- كبيرة، بدأت المدفعية التركية في عبور 120 مدفعًا حديثًا. لقد تسببت في شل الدفاع البولندي، وفي 20 أغسطس، تمكن الأتراك من تسجيل ضربة مباشرة في أحد أبراج القلعة القديمة، والتي كانت بمثابة مستودع للذخيرة. انفجر البرج في انفجار كبير، أعقبه هجوم تركي على كامينيتس. تمكن البولنديون من الدفاع عن القلعة، ولكن مع خسائر فادحة للغاية. بعد الهجوم، قرر ميكولاج بوتوسكي التخلي عن القلعة الجديدة، والتي بموجبها حفر عمال المناجم الأتراك أنفاق عميقة ووضعوا متفجرات فيها. القلعة القديمة بجدرانها من العصور الوسطى لم تكن مستعدة للحصار الحديث، ووضع قرار بوتوسكي المدافعين في موقف صعب للغاية. في 25 أغسطس، قام الأتراك بحفر نفق تحت أحد الأبراج، وتمكنوا من تدميره. تبع ذلك هجوم آخر، صده البولنديون مرة أخرى.
في 26 أغسطس 1672، قرر بوتوسكي الاستسلام وفي 30 أغسطس غادرت القوات البولندية كامينيتس. دخل فاضل باشا المدينة بعد ثلاثة أيام. بقي الأتراك في كامينيتس لمدة 27 عامًا، حتى عام 1699. في عام 1692، لوقف أي هجوم تركي محتمل، بنى هيتمان ستانيسلاف يان جابلونوفسكي معقل أوكوبي سويتيج تروجسي على بعد حوالي 20 كيلومتر (12 ميل) من كامينيتس.
في 17 أكتوبر 1672، وقعت بولندا على معاهدة بوتشاتش، حيث وافقت بولندا وليتوانيا على دفع جزية قدرها 22000 دوكيت للأتراك. عادت كامينيتس إلى بولندا في عام 1699، بعد معاهدة كارلوفجة .

## قائمة المراجع
- Davies، Brian L (2007). Warfare, State and Society on the Black Sea Steppe, 1500-1700. London: Routledge. ISBN:9780415239851. مؤرشف من الأصل في 2016-01-29.  Davies، Brian L (2007). Warfare, State and Society on the Black Sea Steppe, 1500-1700. London: Routledge. ISBN:9780415239851. مؤرشف من الأصل في 2016-01-29.  Davies، Brian L (2007). Warfare, State and Society on the Black Sea Steppe, 1500-1700. London: Routledge. ISBN:9780415239851. مؤرشف من الأصل في 2016-01-29.